# Saison 4 de Desperate Housewives
Chronologie
Saison 3 Saison 5
Cet article présente le guide des épisodes de la quatrième saison du feuilleton télévisé Desperate Housewives.

## Généralités
Un mois après le mariage de Gabrielle et du Maire de Fairview, Susan, désormais enceinte, s’inquiète de la dépendance de son mari aux analgésiques. Pendant ce temps, Bree simule une grossesse pour protéger la réputation de sa fille et Lynette doit lutter contre son cancer. Le retour de Katherine Mayfair et de sa famille à Wisteria Lane pourrait bien créer un nouveau drame dans le quartier.

## Production

### Tournage
Le tournage de cette saison a connu d'importantes perturbations à la suite de la grève des scénaristes aux États-Unis. Seuls dix épisodes avaient été tournés et la diffusion s'était interrompue le 6 janvier 2008. Cependant, la série reprendra sa production le lundi 25 février 2008. ABC a dévoilé que sept épisodes de la saison 4 seraient produits et donc ajoutés au dix déjà tournés.

## Distribution de la saison

### Acteurs principaux
- Teri Hatcher (VF : Claire Guyot) : Susan Delfino
- Felicity Huffman (VF : Caroline Beaune) : Lynette Scavo
- Marcia Cross (VF : Blanche Ravalec) : Bree Hodge
- Eva Longoria Parker (VF : Odile Schmitt) : Gabrielle Solis
- Nicollette Sheridan (VF : Marie-Martine Bisson) : Edie Britt
- Ricardo Antonio Chavira (VF : Bernard Gabay) : Carlos Solis
- Andrea Bowen (VF : Karine Foviau) : Julie Mayer
- Doug Savant (VF : Emmanuel Curtil) : Tom Scavo
- Kyle MacLachlan (VF : Patrick Poivey) : Orson Hodge
- Dana Delany (VF : Marine Jolivet) : Katherine Mayfair
- Brenda Strong (VF : Françoise Cadol) : Mary Alice Young
- James Denton (VF : Arnaud Arbessier) : Mike Delfino

### Acteurs récurrents
- Shawn Pyfrom (VF : Yoann Sover) : Andrew Van de Kamp
- Lyndsy Fonseca (VF : Adeline Chetail) : Dylan Mayfair
- Joy Lauren (VF : Manon Azem) : Danielle Van de Kamp
- Brent Kinsman (VF : Gwenaël Sommier) : Preston Scavo
- Shane Kinsman (VF : Gwenaël Sommier) : Porter Scavo
- Zane Huett (VF : Kevin Sommier) : Parker Scavo
- Rachel Fox (VF : Claire Bouanich) : Kayla Huntington
- Kathryn Joosten (VF : Paule Emanuele) : Karen McCluskey
- Kevin Rahm (VF : Pierre Tessier) : Lee McDermott (épisodes 4 à 17)
- Tuc Watkins (VF : Jérôme Rebbot) : Bob Hunter (épisodes 4 à 17)
- John Slattery (VF : Éric Legrand) : Victor Lang (épisodes 1 à 9)

### Invités
- Nathan Fillion (VF : Tanguy Goasdoué) : Adam Mayfair
- Richard Burgi (VF : Bernard Lanneau) : Karl Mayer
- Jesse Metcalfe (VF : Emmanuel Garijo) : John Rowland (épisode 5)
- Gary Cole (VF : Gérard Rinaldi) : Wayne Davis (épisodes 12 à 17)
- Polly Bergen (VF : Arlette Thomas) : Stella Wingfield
- Shirley Knight (VF : Marion Game) : Phyllis Van de Kamp (épisodes 4 et 5)
- Justine Bateman (VF : Ivana Coppola) : Ellie Leonard (épisodes 14 à 17)
- Pat Crawford Brown (VF : Claude Chantal) : Ida Greenberg (épisodes 1 à 9)
- Jason Gedrick (VF : Bruno Choël) : Rick Coletti
- Gale Harold (VF : Thierry Ragueneau) : Jackson Braddock (épisode 17)
- Robert Forster : Nick Delfino (épisode 6)
- Mike Farrell (VF : Michel Paulin) : Milton Lang
- Chris Carmack (VF : Denis Laustriat) : Tim (cousin de Susan Delfino)
- Sarah Paulson (VF : Laurence Dourlens) : Lydia Lindquist (épisode 7)
- Carrie Preston : Lucie Lindquist (épisode 7)

## Épisodes
Les titres officiels de cette saison (figurant sur les DVD) sont ceux de M6.

### Épisode 1:Les autres aussi ont des secrets
- La fleur de leurs secrets (France)
- Tout se dire (Canada)

- États-Unis /  Canada : 30 septembre 2007 sur ABC / CTV[4]
- Québec : 29 avril 2008 sur Radio-Canada
- France : 28 août 2008 sur Canal+ puis 23 juin 2009 sur M6
- Belgique : 23 novembre 2008 sur RTL-TVI
- Suisse : 17 avril 2009 sur TSR1

- États-Unis : 19,32 millions de téléspectateurs[5] (première diffusion)

- Nathan Fillion (Adam Mayfair)
- Kathryn Joosten (Karen McCluskey)
- Julia Campbell (Muriel)
- Polly Bergen (Stella Pollit)
- John Slattery (Victor Lang)

- Cet épisode a été précédé par un épisode récapitulatif des trois premières saisons intitulé Secrets and Lies, diffusé la semaine précédente.
- À partir de cet épisode jusqu'au dernier de la série, le générique est écourté et ne conserve que la partie finale (0:08 secondes au lieu de 0:41 secondes)
- Le titre choisi par Canal+ est une parodie du film La Fleur de mon secret réalisé par Pedro Almodóvar et sorti en 1995.
- D'après Susan, Katherine a quitté Fairview il y a 12 ans. Or, le dernier épisode de la saison 2 nous apprend que Bree vit à Wisteria Lane depuis maintenant 14 ans. Les deux femmes devraient alors se connaître.
- Première apparition de Dana Delany (Katherine Mayfair).

### Épisode 2:Rien n'est plus trompeur qu'un sourire
- Cuisine et décadence (France)
- Sourire trompeur (Canada)

- États-Unis : 7 octobre 2007 sur ABC
- Québec : 6 mai 2008 sur Radio-Canada
- France : 28 août 2008 sur Canal+ puis 23 juin 2009 sur M6
- Belgique : 23 novembre 2008 sur RTL-TVI
- Suisse : 17 avril 2009 sur TSR1

- États-Unis : 17,82 millions de téléspectateurs[6] (première diffusion)

- Nathan Fillion (Adam Mayfair)
- Kathryn Joosten (Karen McCluskey)

- Le titre original de l'épisode est une référence au film suédois d'Ingmar Bergman : Sourires d'une nuit d'été (Sommarnattens leende), sorti en 1955 dont le titre anglophone est Smiles of a Summer Night.
- Le titre choisi par Canal+ est une parodie de la pièce de théâtre Cuisine et dépendances écrite par Agnès Jaoui et Jean-Pierre Bacri, jouée pour la première fois en 1991, plus tard adaptée au cinéma par Philippe Muyl en 1992.

### Épisode 3:Jouer pour gagner
- États-Unis : 14 octobre 2007 sur ABC
- Québec : 13 mai 2008 sur Radio-Canada
- France : 28 août 2008 sur Canal+ puis 30 juin 2009 sur M6
- Belgique : 30 novembre 2008 sur RTL-TVI
- Suisse : 17 avril 2009 sur TSR1

- États-Unis : 18,89 millions de téléspectateurs[7] (première diffusion)

- Nathan Fillion (Adam Mayfair)
- Polly Bergen (Stella Pollit)
- John Slattery (Victor Lang)

- Le titre choisi par Canal+ est une parodie du proverbe « L'argent ne fait pas le bonheur ».

### Épisode 4:Les Nuisibles
- États-Unis : 21 octobre 2007 sur ABC
- Québec : 20 mai 2008 sur Radio-Canada
- France : 4 septembre 2008 sur Canal+ puis 30 juin 2009 sur M6
- Belgique : 30 novembre 2008 sur RTL-TVI
- Suisse : 24 avril 2009 sur TSR1

- États-Unis : 18,21 millions de téléspectateurs[8] (première diffusion)

- Le titre choisi par Canal+ est une parodie de la série télévisée Messieurs les jurés diffusée sur la deuxième chaîne de l'ORTF puis sur Antenne 2 de 1974 à 1986.
- Première apparition de Kevin Rahm (Lee McDermott) et Tuc Watkins (Bob Hunter).

### Épisode 5:Ceux qui en savent trop
- Dans le voisinage de la claire fontaine (France)
- Critique d'art (Canada)

- États-Unis : 28 octobre 2007 sur ABC
- Québec : 27 mai 2008 sur Radio-Canada
- France : 4 septembre 2008 sur Canal+ puis 7 juillet 2009 sur M6
- Belgique : 7 décembre 2008 sur RTL-TVI
- Suisse : 24 avril 2009 sur TSR1

- États-Unis : 18,28 millions de téléspectateurs[9] (première diffusion)

- Le poème que récite Lee à Lynette (« Quand ils sont venus pour la fontaine, je n'ai rien dit car je n'avais pas de fontaine... ») est un pastiche d'un poème attribué à Martin Niemöller qui dénonçait la passivité des intellectuels allemands durant la montée du nazisme.
- Le titre choisi par Canal+ est une parodie de la chanson Dans l'eau de la claire fontaine sortie en 1974 et interprétée par Georges Brassens.

### Épisode 6:Ce qui ne nous tue pas...
- Halloween, la nuit des voisins (France)
- Face à ses craintes (Canada)

- États-Unis : 4 novembre 2007 sur ABC
- Québec : 3 juin 2008 sur Radio-Canada
- France : 11 septembre 2008 sur Canal+ puis 7 juillet 2009 sur M6
- Belgique : 7 décembre 2008 sur RTL-TVI
- Suisse : 24 avril 2009 sur TSR1

- États-Unis : 18,58 millions de téléspectateurs[10] (première diffusion)

- Le titre choisi par Canal+ est une parodie du film Halloween : La Nuit des masques, 1er de la saga Halloween, réalisé par John Carpenter et sorti en 1978.

### Épisode 7:Tromperie
- Deux hommes dans un bateau (France)
- L'art de la supercherie (Canada)

- États-Unis : 11 novembre 2007 sur ABC
- Québec : 10 juin 2008 sur Radio-Canada
- France : 11 septembre 2008 sur Canal+ puis 14 juillet 2009 sur M6
- Belgique : 14 décembre 2008 sur RTL-TVI

- États-Unis : 18,63 millions de téléspectateurs[11] (première diffusion)

- Le titre choisi par Canal+ est une parodie du film Trois hommes dans un bateau réalisé par José Giovanni et sorti en 1973, mettant en vedette Jean Gabin.

### Épisode 8:Erreurs de jeunesse
- Recherche mère désespérément (France)
- Tapis dans l'ombre (Canada)

- États-Unis : 25 novembre 2007 sur ABC
- Québec : 17 juin 2008 sur Radio-Canada
- France : 18 septembre 2008 sur Canal+ puis 14 juillet 2009 sur M6
- Belgique : 14 décembre 2008 sur RTL-TVI

- États-Unis : 18,64 millions de téléspectateurs[12] (première diffusion)

- Le titre choisi par Canal+ est une parodie du film Recherche Susan désespérément réalisé par Susan Seidelman et sorti en 1985, mettant en vedette Rosanna Arquette et Madonna.

### Épisode 9:La vie ne tient qu'à un fil
- Stupeur et tourbillons (France)
- Tempête à l'horizon (Canada)

- États-Unis : 2 décembre 2007 sur ABC
- Québec : 24 juin 2008 sur Radio Canada
- France : 18 septembre 2008 sur Canal+ puis 21 juillet 2009 sur M6
- Belgique : 21 décembre 2008 sur RTL-TVI

- États-Unis : 20,65 millions de téléspectateurs[13] (première diffusion)

- L'épisode 9 est particulier à plus d'un titre : il a fait l'objet d'une couverture médiatique conséquente et a été de ce fait suivi par plus de 20 millions d'américains, record d'audience de toute la saison 4. Il est l'un des épisodes les plus chers de la série[14]. À l'origine, cet épisode devait introduire une inondation et non une tornade. Mais pour une question de budget, il valait mieux des ventilateurs que des tonnes de litres d'eau. Comme l'épisode 7 de la Saison 3 qui avait relaté une prise d'otages, l'épisode 9 rompt la trame lancinante de la saison 4 et permet à la fois de régler les affaires en cours mais aussi d'en faire apparaître de nouvelles. Il est le dernier épisode diffusé de l'année 2007 pour cause de trêve hivernale sur la chaîne ABC. Il a ainsi le mérite de tenir en haleine le téléspectateur offrant justement un cliffhanger insoutenable.
- Le titre choisi par Canal+ est une parodie du livre Stupeur et Tremblements écrit par Amélie Nothomb, publié en 1999 et adapté au cinéma par Alain Corneau en 2003.

### Épisode 10:De petites attentions
- Sous les vents de Fairview (France)
- Une grande catastrophe (Canada)

- États-Unis : 6 janvier 2008 sur ABC
- Québec : 1er juillet 2008 sur Radio Canada
- France : 25 septembre 2008 sur Canal+ puis 21 juillet 2009 sur M6
- Belgique : 21 décembre 2008 sur RTL-TVI

- États-Unis : 19,78 millions de téléspectateurs[15] (première diffusion)

### Épisode 11:Les Faux Pas
- La foi, désespérément (Canada)

- États-Unis : 13 avril 2008 sur ABC
- Québec : 8 juillet 2008 sur Radio Canada
- France : 25 septembre 2008 sur Canal+ puis 28 juillet 2009 sur M6
- Belgique : 28 décembre 2008 sur RTL-TVI

- États-Unis : 16,37 millions de téléspectateurs[16] (première diffusion)

- Chris Carmack (Tim)

- C'est le premier épisode produit après la grève des scénaristes qui relance la suite de la quatrième saison.
- Le titre choisi par Radio-Canada et Canal+ est une parodie du livre Le Bonheur, désespérément écrit par le philosophe André Comte-Sponville et publié en 2003.

### Épisode 12:Un voile sur les yeux
- États-Unis : 20 avril 2008 sur ABC
- Québec : 15 juillet 2008 sur Radio Canada
- France : 2 octobre 2008 sur Canal+ puis 28 juillet 2009 sur M6
- Belgique : 28 décembre 2008 sur RTL-TVI

- États-Unis : 15,75 millions de téléspectateurs[17] (première diffusion)

- Le titre choisi par Radio-Canada et Canal+ est une parodie du film Rien que pour vos yeux, 12e de la série James Bond, réalisé par John Glen et sorti en 1981.

### Épisode 13:Partir en fumée
- Qui veut la peau de Rick Coletti ? (France)
- La transgression des règles (Canada)

- États-Unis /  Canada : 27 avril 2008 sur ABC / CTV
- Québec : 22 juillet 2008 sur Radio Canada
- France : 2 octobre 2008 sur Canal+ puis 4 août 2009 sur M6
- Belgique : 4 janvier 2009 sur RTL-TVI

- États-Unis : 16,35 millions de téléspectateurs[18] (première diffusion)
- Canada : 1,823 million de téléspectateurs[19] (première diffusion)

- Le titre choisi par Canal+ est une parodie du film Qui veut la peau de Roger Rabbit réalisé par Robert Zemeckis et sorti en 1988.

### Épisode 14:Influence néfaste
- To psy or not to psy (France)
- Vilains secrets (Canada)

- États-Unis /  Canada : 4 mai 2008 sur ABC / CTV
- Québec : 29 juillet 2008 sur Radio Canada
- France : 9 octobre 2008 sur Canal+ puis 4 août 2009 sur M6
- Belgique : 4 janvier 2009 sur RTL-TVI

- États-Unis : 16,76 millions de téléspectateurs[20] (première diffusion)
- Canada : 1,884 million de téléspectateurs[21] (première diffusion)

- Le titre choisi par Canal+ est une parodie de la phrase emblématique To Be or Not to Be, tirée de la pièce de théâtre Hamlet écrite par William Shakespeare et publiée en 1603.

### Épisode 15:L'Amour maternel
- États-Unis /  Canada : 11 mai 2008 sur ABC / CTV
- Québec : 5 août 2008 sur Radio Canada
- France : 9 octobre 2008 sur Canal+ puis 11 août 2009 sur M6

- États-Unis : 15,43 millions de téléspectateurs[22] (première diffusion)

- Le titre choisi par Canal+ est une parodie de la chanson Dur dur d'être bébé ! sortie en 1992 et interprétée par Jordy.

### Épisode 16:Quelques écarts
- États-Unis /  Canada : 18 mai 2008 sur ABC / CTV
- Québec : 26 août 2008 sur Radio Canada
- France : 16 octobre 2008 sur Canal+ puis 11 août 2009 sur M6

- États-Unis : 16,84 millions de téléspectateurs[23] (première diffusion)
- Canada : 1,739 million de téléspectateurs[24] (première diffusion)

- Le titre choisi par Canal+ est une parodie du film Un drôle de paroissien réalisé par Jean-Pierre Mocky et sorti en 1963.

### Épisode 17:Une amitié qui dure
- Amies pour la vie (France)
- Un rituel (Canada)

- États-Unis /  Canada : 18 mai 2008 sur ABC / CTV
- Québec : 2 septembre 2008 sur Radio Canada
- France : 16 octobre 2008 sur Canal+ puis 18 août 2009 sur M6

- États-Unis : 16,84 millions de téléspectateurs[23] (première diffusion)
- Canada : 1,739 million de téléspectateurs[24] (première diffusion)

- Le titre choisi par Canal+ est une parodie du film Les Bronzés 3 : Amis pour la vie réalisé par Patrice Leconte et sorti en 2006.

### Épisode spécial:Secrets and Lies
- États-Unis /  Canada : 23 septembre 2007 sur ABC / CTV

- États-Unis : 9 millions de téléspectateurs[25] (première diffusion)

- Cet épisode est le premier (et dernier) à présenter Edie dans le générique et à lui consacrer une partie entière au sein de l'épisode.
- C'est aussi le dernier épisode spécial de la série, le principe ayant été remplacé par des starter kits qui ont été généralisés à toutes les séries diffusées sur ABC.